# دالسلاند
دالسلاند (بالسويدية: Dalsland) وهي واحدة من 25 محافظة سويدية وألتي تقع في منطقة غوتالاند في جنوب السويد تحيطها بحيرة فنرن من الشرق ومقاطعة فارملاند من الشمال و فاسترغوتلاند من الجنوب الشرقي و بوهوسلان من الجنوب الغربي ودولة النرويج من الشمال الغربي، يبلغ عدد سكان هذه المقاطعة 50525 نسمة، ومركز هذه المقاطعة هي بلدة آمال.